# Hilda Hanbury
Hilda Hanbury, nacida Hilda Louise Alcock (Londres, 16 de enero de 1875-St Austell, 23 de diciembre de 1961), fue una actriz teatral británica. Sus nietos son Edward, James y Robert Fox, mientras que sus bisnietos incluyen a Emilia, Laurence, Jack y Freddie Fox.

## Primeros años de vida
Hanbury nació en St Pancras, Londres, hijo de Matthew Henry Alcock (1841–1911), topógrafo y agente inmobiliario, y de Elisabeth Davis (1845–1916). Su hermana mayor, Lily Hanbury (1874-1908; nacida como Lillian Florence Alcock) también fue actriz. Su prima común era la actriz Julia Neilson.
Lily e Hilda tenían un perro mascota llamado «Wobbles» que murió en 1900 y está enterrado en el cementerio de mascotas de Hyde Park. Un informe de la revista londinense The Wheelwoman & Society Cycling News del 14 de agosto de 1897 afirma que Hilda y su hermana aprendieron a andar en bicicleta en la Empire Cycle School en Tavistock Place, lo cual era inusual para las mujeres de la época.

## Carrera y vida posterior
Hilda Hanbury comenzó su carrera escénica en varios music halls de Londres. En 1891, cuando era adolescente, hizo su debut teatral como Nancy Ditch en la obra de teatro Miss Tomboy de Robert Williams Buchanan en el West End de Londres. También se la vio en el escenario como miembro de la compañía teatral de Herbert Beerbohm Tree, a la que se unió en 1892. Apareció en Fédora con Beerbohm Tree Company en el Teatro Haymarket de Londres (1894-1895), también apareciendo con en una gira estadounidense de 1895 en la ciudad de Nueva York.

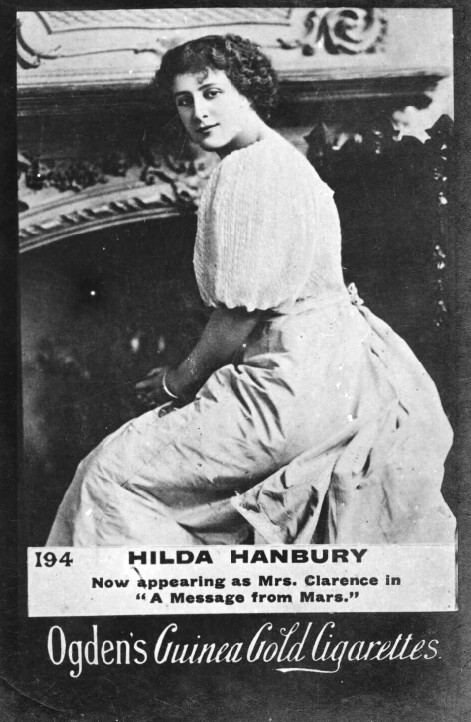
Tarjeta de cigarrillos como la Sra. Clarence en la comedia A Message from Mars (1900).

Sus papeles teatrales incluyeron el papel de la Sra. Clarence en la comedia fantástica A Message from Mars de Richard Ganthony, que se estrenó en 1899 y tuvo mucho éxito en ese momento. En agosto/septiembre de 1901 apareció en el Imperial Theatre de Londres como la Sra. Prescott en el drama militar de Boyle Lawrence A Man of His Word junto a H. B. Irving.
 También formó parte del elenco del estreno estadounidense de la obra A Bunch of Violets de Sydney Grundy en el Abbey's Theatre de Nueva York en febrero de 1895 con el papel de la condesa Volkker. Se la consideraba una «belleza escénica» y sus fotografías, postales y tarjetas de cigarrillos estaban disponibles desde finales de la década de 1890 lo que indica su popularidad. Sin embargo, a diferencia de su hermana Lily Hanbury, interpretó principalmente papeles pequeños.
Se retiró de los escenarios tras su matrimonio con Arthur William Fox (1870-1956) el 9 de febrero de 1905 en la iglesia de St Giles en Londres. Fox tenía medios independientes y la pareja se instaló en una vida cómoda en Mayfair en una casa de 16 habitaciones con nueve sirvientes. Uno de sus cuatro hijos fue el actor y agente teatral Robin Fox (1913-1971). Sus nietos son Edward, James y Robert Fox. Sus bisnietos incluyen a Emilia, Laurence, Jack y Freddie Fox.
Ella y Arthur Fox se divorciaron en 1923 luego del adultero de Arthur con una mujer estadounidense, lo que llevó a Hanbury y sus hijos a dificultades financieras repentinas. En sus últimos años, Hanbury vivió con sus hijas Mary Fox (1907 - después de 2011) y Pam Fox (1921 - después de 2011) en St Austell en Cornualles, donde murió en diciembre de 1961.